# Lista de chefes de governo do Malawi

## Lista de chefes de governo doMalawi
(Datas em itálico indicam a continuação de facto do cargo)
| Mandato                             | Cargo                                    | Partido                     |
| ----------------------------------- | ---------------------------------------- | --------------------------- |
| Nyasaland                           |                                          |                             |
| 1 Fevereiro 1963 à 31 Dezembro 1963 | Hastings Kamuzu Banda, Primeiro-ministro | Partido do Congresso Malawi |
| Malawi                              |                                          |                             |
| 31 Dezembro 1963 à 6 Julho 1964     | Hastings Kamuzu Banda, Primeiro-ministro | Partido do Congresso Malawi |
| Domínio do Malawi                   |                                          |                             |
| 6 Julho 1964 à 6 Julho 1966         | Hastings Kamuzu Banda, Primeiro-ministro | Partido do Congresso Malawi |
| República do Malawi                 |                                          |                             |
| Pós abolida (6 Julho 1966-Presente) |                                          |                             |

Esta é uma lista dos presidentes do Malawi:
| Nome                  | Imagem | Início do mandato   | Fim do mandato      |
| --------------------- | ------ | ------------------- | ------------------- |
| Hastings Kamuzu Banda |        | 6 de julho de 1966  | 21 de maio de 1994  |
| Bakili Muluzi         |        | 21 de maio de 1994  | 20 de maio de 2004  |
| Bingu wa Mutharika    |        | 21 de maio de 2004  | 5 de abril de 2012  |
| Joyce Banda           |        | 7 de abril de 2012  | 31 de maio de 2014  |
| Peter Mutharika       |        | 31 de maio de 2014  | 28 de junho de 2020 |
| Lazarus Chakwera      |        | 28 de julho de 2020 | Presente            |